# Aepypodius bruijnii
Il tacchino di boscaglia di Waigeo, megapodio di Bruijn, tacchino australiano di Bruijn o tacchino di boscaglia di Bruijn (Aepypodius bruijnii (Oustalet, 1880)) è un uccello galliforme della famiglia Megapodiidae.
La IUCN Red List classifica Aepypodius bruijnii come specie in pericolo di estinzione (Endangered).